# SQL:2008
SQL:2008 — шестая версия (ревизия) языка запросов баз данных SQL.

## Общие сведения
Стандарт SQL:2008 был выпущен в 2008 году. Первоначально был известен как SQL:2006, так как релиз стандарта ожидался в 2006 году, но затем он был отложен.

## Новшества
- Устранены некоторые неоднозначности, присутствовавшие в стандарте SQL:2003
- Добавлены новые типы данных (например, DATE, TIME)

## Доступность документов
Стандарт SQL не является свободно доступным. Полный стандарт можно приобрести у организации ISO как ISO/IEC 9075(1-4,9-11,13,14):2008. Стандарт состоит из следующих частей:
- ISO/IEC 9075-1:2008 Framework (SQL/Framework)
- ISO/IEC 9075-2:2008 Foundation (SQL/Foundation)
- ISO/IEC 9075-3:2008 Call-Level Interface (SQL/CLI)
- ISO/IEC 9075-4:2008 Persistent Stored Modules (SQL/PSM)
- ISO/IEC 9075-9:2008 Management of External Data (SQL/MED)
- ISO/IEC 9075-10:2008 Object Language Bindings (SQL/OLB)
- ISO/IEC 9075-11:2008 Information and Definition Schemas (SQL/Schemata)
- ISO/IEC 9075-13:2008 SQL Routines and Types Using the Java TM Programming Language (SQL/JRT)
- ISO/IEC 9075-14:2008 XML-Related Specifications (SQL/XML)